# Rainis

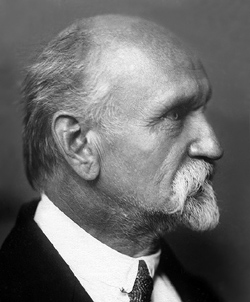
Rainis (1865–1929)

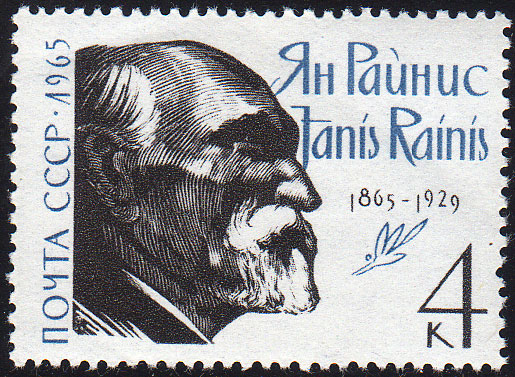
Sowjetische Briefmarke anlässlich des 100. Geburtstags von Rainis (1965)

Rainis (eigentlich Jānis Pliekšāns, fälschlich oft Jānis Rainis, * 30. Augustjul. / 11. September 1865greg. in Dunava bei Jakobstadt, Gouvernement Kurland, Russisches Reich; † 12. September 1929 in Majorenhof (Riga-Strand)) war ein lettischer Dichter, Dramatiker, Übersetzer und Politiker, der allgemein als wichtigster Schriftsteller seines Landes gilt. Seine Ehefrau wurde unter dem Namen Aspazija berühmt.

## Leben
Jānis Pliekšāns wurde als zweites von drei Kindern des Landwirtes Krišjānis Pliekšāns und seiner Ehefrau Dārta auf dem Gut Varslavāni in der Gemeinde Dunava an der Düna, auf halbem Wege zwischen Jakobstadt und Dünaburg (lettisch Daugavpils), geboren. Seine Eltern erkannten früh seine außerordentlichen Begabungen und ermöglichten ihm als Pensionsschüler den Besuch der deutschen Mittelschule in Grīva (heute ein Stadtteil von Daugavpils) von 1875 bis 1879. 1879 konnte er dank hervorragender schulischer Leistungen auf das renommierte humanistische Stadt-Gymnasium zu Riga wechseln, das er 1883 abschloss. Dort schloss er Freundschaft mit Pēteris Stučka, der später seine Schwester Dora Pliekšāne heiratete. Schon als Gymnasiast begann Jānis Pliekšāns, sich mit lettischer Folklore zu befassen, und schrieb erste Gedichte.
1884 nahm Pliekšāns das Studium der Rechtswissenschaften an der Universität Sankt Petersburg auf und fuhr zugleich fort, lettische Volkslieder und Sagen zu sammeln. Mit Pēteris Stučka, mit dem er ein Zimmer teilte, gab er – anonym – ein Bändchen teils heiterer, teils satirischer Epigramme und Gedichte unter dem Titel Mazie dunduri (Kleine Bremsen) heraus. Nach dem juristischen Examen 1888 war Pliekšāns für kurze Zeit Richter am Gerichtshof in Vilnius, dann Rechtsanwalt in Mitau (Jelgava).
Vom Anfang der 1890er Jahre an wandte sich Jānis Pliekšāns – nun unter dem Nom de plume Rainis – ganz dem Schreiben zu. Von 1891 bis 1895 war er Redakteur (zeitweise Chefredakteur und Mitherausgeber) der in Riga erscheinenden Zeitung Dienas Lapa (Tagblatt), dem Sprachrohr eines Kreis junger Intellektueller, der Neuen Strömung. Im August 1893 nahm er in Zürich am Dritten Kongress der Zweiten Internationalen teil; auf dem Heimweg schmuggelte er zwei Koffer deutschsprachiger sozialistischer Literatur in die Ostseegouvernements ein, die August Bebel ihm zugesteckt hatte: Schriften von Karl Marx, Friedrich Engels und Karl Kautsky.
Fortan ließ Rainis Gesichtspunkte der sozialistischen Weltanschauung in seine Beiträge für Dienas Lapa einfließen und Reden von August Bebel und Paul Singer abdrucken. Der Druck der zaristischen Geheimpolizei Ochrana auf die Sympathisanten der Neuen Strömung wurde stärker; Rainis sah sich gezwungen, aus der Redaktion auszuscheiden und sein Vaterland zu verlassen. 1896 verbrachte Rainis einige Zeit in Berlin und begann mit der Übersetzung des Faust. Danach arbeitete er als Notar in Panevėžys. Dort wurde er im Mai 1897 infolge seiner Zugehörigkeit zur Neuen Strömung wegen „staatsfeindlicher Tätigkeit“ verhaftet, zunächst in Liepāja inhaftiert und dann zu fünfjähriger Verbannung verurteilt. Im selben Jahr heiratete er die Dichterin und Dramatikerin Elza Rozenberga, bekannt unter ihrem Dichternamen Aspazija. Sie waren sich 1894 in der Redaktion von Dienas Lapa begegnet, als Aspazija vom Herausgeber Rainis Rechenschaft über eine in ihren Augen ungerechte Kritik eines ihrer Schauspiele forderte. Nun schlossen sie die Ehe, damit Aspazija Rainis in die Verbannung begleiten konnte. Die verbrachten sie für kurze Zeit in Pskow, dann in Slobodskoi. In den Jahren der Verbannung übersetzte Rainis Goethe, Schiller, Heine, Shakespeare und Puschkin und schrieb die Gedichte, die er 1903, im Jahr seiner Entlassung aus der Verbannung, in dem Lyrikband veröffentlichte, der als erster unter dem Namen Rainis erschien: Tālas noskaņas zilā vakarā (Entrückte Stimmungen an einem blauen Abend).

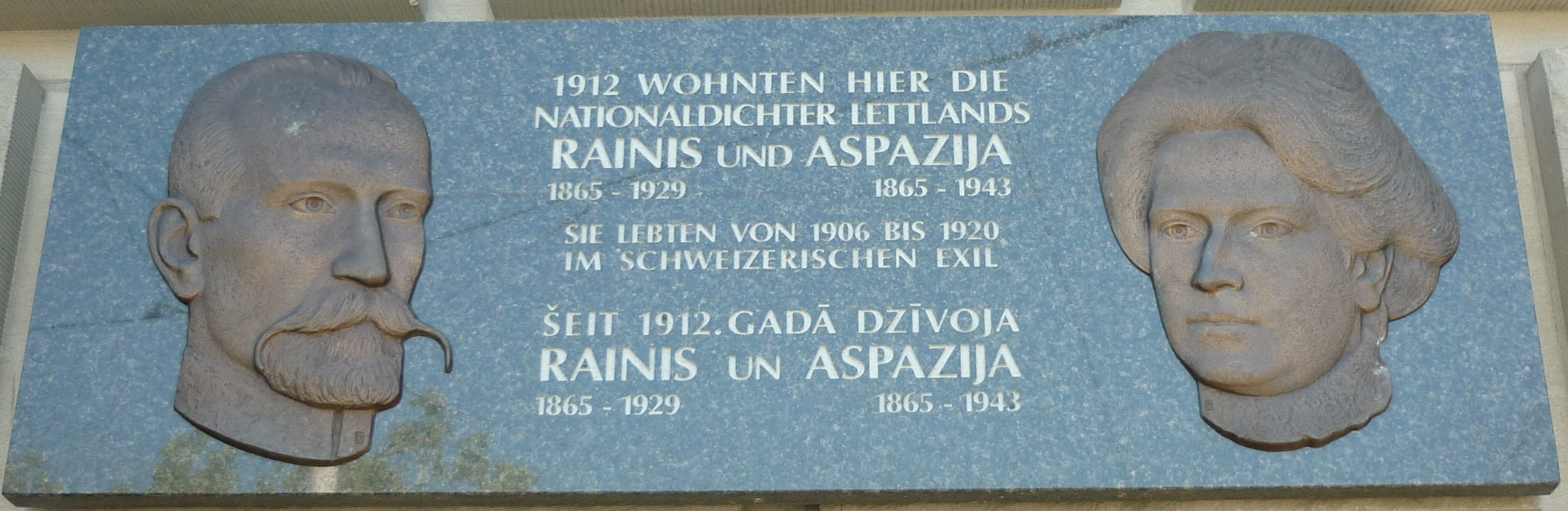
Rainis und Aspazija, Gedenktafel in Zürich

In der Russischen Revolution von 1905 unterstützten Rainis und Aspazija die Revolutionäre. Darauf mussten sie nach der Niederschlagung der Revolution 1906 ins Schweizer Exil fliehen. Zeitweise lebten sie in Zürich, danach fanden sie Unterkunft in Castagnola, einem Vorort von Lugano. Der mit der Schweizer Frauenrechtlerin Anny Klawa-Morf verheiratete exilierte lettische Revolutionär Jānis Kļava leistete ihnen gelegentlich Gesellschaft.
Erst im April 1920 konnten Rainis und Aspazija in das nun unabhängige Lettland zurückkehren. Sie wurden wie Helden empfangen. Rainis gründete noch im selben Jahr das fortschrittliche Daile-Theater und wurde dessen erster Direktor, bevor er von 1921 bis 1925 die Direktion des Nationaltheaters übernahm.

## Werke
Rainis’ Œuvre beinhaltet neben zwölf Gedichtbänden zwanzig Dramen wie Uguns un nakts (Feuer und Nacht, 1905), Zelta zirgs (1909, deutsch Das goldene Ross, 1922), Indulis un Ārija (Indulis und Arija, 1911), Pūt, vējiņi! (1914, deutsch Dünawind, 1927), Jāzeps un viņa brāļi (1919, deutsch Joseph und seine Brüder, 1921). Sein Gesamtwerk übte – insbesondere durch seine bahnbrechende Übersetzung von Goethes Faust – wesentlichen Einfluss auf die lettische Sprache aus. Die volkskundliche Symbolik, die er in seinen wichtigeren Werken verwandte, beeinflusste die Herausbildung der nationalen Identität der Letten.
Seine dramatische Ballade Daugava (1916) enthielt die ausdrückliche Forderung nach lettischer Souveränität: „Land, Land, nach welchem Land verlangt unser Lied? / Land, es ist ein Staat“. Die Zensur entfernte diese Zeilen, als das Werk in Moskau erstmals veröffentlicht wurde. Nach der Niederlage der deutsch-russischen Bermondt-Armee im November 1919 wurde diese Ballade im Nationaltheater aufgeführt, um den ersten Jahrestag der lettischen Unabhängigkeitserklärung zu ehren; viele Soldaten trugen diesen Text im Kampf mit sich.
In seiner letzten Schaffensphase kehrte Rainis immer wieder zum Aphorismus zurück, einer literarischen Form, die er schon als junger Dichter meisterhaft gestaltet hatte.

## Politisches Wirken
Neben seiner literarischen Tätigkeit wirkte Rainis auch gesellschaftlich und war ein zeitweise einflussreicher Politiker. Rainis war Mitglied des Zentralkomitees der Lettischen Sozialdemokratischen Arbeiterpartei, saß in der 1920 gewählten Verfassunggebenden Versammlung und in der Saeima und war von Dezember 1926 bis Januar 1928 Bildungsminister. Rainis strebte danach, lettischer Präsident zu werden und verlor an politischem Einfluss, als ihm dies nicht gelang. 

## Posthume Rezeption
Die Sowjets hoben in den Jahrzehnten der Besetzung Lettlands Rainis’ sozialistische Gesinnung hervor (sein Bild erschien auf einer Rubel-Note und auf einer Briefmarke). Seine Ballade Daugava und andere patriotische Texte wurden aber in den vor der Wiederherstellung der lettischen Unabhängigkeit im Jahre 1990 erschienenen Werkausgaben weggelassen.
Die Vertonung des Abschnittes Saule, Pērkons, Daugava aus Daugava durch Mārtiņš Brauns 1988 wurde während der Singenden Revolution und der Wiedergewinnung der staatlichen Unabhängigkeit Lettlands schnell sehr bekannt und gehört seitdem zum festen Programm der lettischen Lieder- und Tanzfeste.

## Gedenken
- Der Neue Friedhof (lettisch: Rīgas Jaunie kapi) an der Aizsaules-Straße im Norden von Riga, auf dem Rainis beigesetzt wurde, wurde ihm zu Ehren Rainis-Friedhof (lettisch: Raiņa kapi) genannt. Das große Grabmal wurde 1935 fertiggestellt. Dessen Rainis-Skulptur schuf der Bildhauer Kārlis Zemdega.
- 1949 wurde Rainis’ Sterbehaus in Jūrmala, das Rainis-und-Aspazija-Sommerhaus, zum Museum umgebaut.
- 1965, im Jahr seines 100. Geburtstags, wurde ein Rainis-Denkmal auf der Esplanade in Riga aufgestellt, das Kārlis Zemdega entworfen und seine Schüler Aivars Gulbis und Laimonis Blumbergs geschaffen hatten.[9] Es ist ein Mittelpunkt für das jährlich (an seinem Geburtstag) abgehaltene nationale Dichterfest.
- Seit 1990 befindet sich in Majori in Jūrmala das an ihn und Aspazija erinnernde Rainis-und-Aspazija-Denkmal. Ein weiteres Denkmal schuf Aleksandra Briede.
- 2005 gab die Latvijas Banka eine Gedenkmünze im Nennwert von 1 Lats heraus. Deren Umschrift um sein Porträt auf dem Revers ist ein Rainis-Zitat und -Leitwort: „Vienmēr viens un pats“ (immer einer und derselbe).[10]
- 2006 wurde zum Gedenken an Rainis und Aspazija, die 1912 dort im Exil gelebt hatten, an der Usteristrasse 14 in Zürich (Löwenplatz) eine Gedenktafel enthüllt.